# Buniwangi (Geger Bitung)
Buniwangi is een bestuurslaag in het regentschap Sukabumi van de provincie West-Java, Indonesië. Buniwangi telt 3814 inwoners (volkstelling 2010).